# Musala
Musala (bolgarsko Мусала, izg. Musalà) je gora v pogorju Rila v Bolgariji. Z višino 2925 metrov je najvišji vrh Bolgarije in obenem tudi celotnega Balkanskega polotoka.

## Ime
Prabolgari so goro več stoletij nazivali Tangra po Tengriju, vrhovnem božanstvu tengrizma. V času osmanske vladavine so jo poimenovali Musala, kar pomeni »blizu boga« (musala se v islamu imenuje tudi odprt prostor za skupne molitve). Med letoma 1950 in 1962 se je gora imenovala Stalin po sovjetskem voditelju Josifu Stalinu. V 21. stoletju je bolgarska politična desnica poskušala doseči preimenovanje Musale v »Sveti Ivan Rilski«.

## Zemljepis
Musala leži v jugozahodni Bolgariji v vzhodnem predelu gorovja Rila, nedaleč od znanega zimskega letovišča Borovec in okoli 80 kilometrov iz Sofije. Z njenega vrha se ponuja razgled na vsa bolgarska gorovja, vključno z Vitošo na severozahodu, Pirinom na jugu, Rodopi na jugovzhodu in Staro planino na severovzhodu. Nekaj sto metrov vzhodno leži vrh Malka Musala, z 2902 metroma četrti najvišji vrh v državi (od 1950 do 1989 imenovan Dimitrov).
Področje so delno oblikovali ledeniki v ledeni dobi. Pod vrhom na nadmorskih višinah 2322 do 2709 metrov leži sedem ledeniških jezerc, znanih kot Musalska jezera. V Rili v bližini Musale izvirajo tri velike bolgarske reke: Iskar, Marica in Mesta. 
Vrh Musale je najhladnejše mesto v Bolgariji s povprečno letno temperaturo −3,0 °C. Na njem je bila izmerjena tudi najnižja absolutna temperatura v Bolgariji, −31,8 °C.

## Vzponi
Prvi zgodovinsko zabeleženi vzpon na Musalo je opravil kralj Filip V. Makedonski. Najpogostejša izhodiščna točka za vzpon je Borovec, od koder vozi kabinska žičnica do koče Jastrebec na nadmorski višini 2369 metrov. Pot na Musalo je lahka in ne zahteva posebnega alpinističnega znanja.